# Blumea lecomteana
Blumea lecomteana là một loài thực vật có hoa trong họ Cúc. Loài này được (O.Hoffm. & Muschl.) J.-P.Lebrun & Stork mô tả khoa học đầu tiên năm 1997.